# Caridion
Caridion is een geslacht van kreeftachtigen uit de klasse van de Malacostraca (hogere kreeftachtigen).

## Soorten
- Caridion gordoni (Spence Bate, 1858)
- Caridion steveni Lebour, 1930